# Carl Adolf Otth
Carl Adolf Otth (o Charles-Adolphe Otth) (Berna, 2 de abril de 1803 - Jerusalén, 16 de mayo de 1839) fue un médico y naturalista suizo.

## Biografía
Inició sus estudios en Berna, especializándose en historia natural en Ginebra, donde recibió las enseñanzas de Augustin Pyrame de Candolle (1778-1841) y de Nicolas Charles Seringe (1776-1858). Luego estudió medicina hacia 1822, en Kiel en 1825, finalizando sus estudios en Berlín en 1826 y obteniendo su título de doctor en 1828. Tras pasar seis meses en París, retornó a ejercer en su ciudad natal.
Emprendió una exploración naturalista en 1836 por Francia, visitando el Delfinado y la Provenza) y el Mediterráneo, con las islas Baleares, y, finalmente, Argelia. Reunió una gran colección de insectos y de reptiles, hallando nuevas especies.
En 1838 publicó 30 litografías con el título "Esquisses africaines, dessinées pendant un voyage a Alger et lithographiées par Adolphe Otth". En 1839 emprendió un nuevo viaje al Próximo Oriente mas muere en Jerusalén, y sus colecciones, manuscritos y dibujos se perdieron.
- La abreviatura «Otth» se emplea para indicar a Carl Adolf Otth como autoridad en la descripción y clasificación científica de los vegetales.[1]